# Myrsine acrantha
Myrsine acrantha är en viveväxtart som beskrevs av Carl Karl Wilhelm Leopold Krug och Urb. Myrsine acrantha ingår i släktet Myrsine och familjen viveväxter. Inga underarter finns listade i Catalogue of Life.